# Katarzyna Kotowska
Katarzyna Kotowska (geb. 1956 in Warschau, Polen) ist eine polnische Schriftstellerin, Illustratorin und Architektin.
Sie hat zahlreiche Erzählungen und Theaterstücke verfasst, die sich vor allem mit Themen der Kindheit und im Besonderen mit Problemen der Adoption auseinandersetzen. Mit ihrem 1999 erschienenen und mehrfach ausgezeichneten Kinderbuch Jeż (dt. Der Igel) wurde sie 2002 in Zürich in die international renommierte IBBY Honour List aufgenommen. 2001 erschien ihr Kinderbuch Wieża z klocków (dt. Ein Turm aus Klötzchen) und 2011 ihr Kinderbuch Gwiezdny pył (dt. Sternenstaub).
| Personendaten    | Personendaten                                             |
| ---------------- | --------------------------------------------------------- |
| NAME             | Kotowska, Katarzyna                                       |
| KURZBESCHREIBUNG | polnische Schriftstellerin, Illustratorin und Architektin |
| GEBURTSDATUM     | 1956                                                      |
| GEBURTSORT       | Warschau, Polen                                           |